# ルノー・モデュス
モデュス (Modus) は、フランスのルノーが2004年から生産・販売していたハッチバック型のコンパクトカーである。

## 概要
相互資本関係を持ち、包括的な業務提携先である日産自動車と共同で開発したBプラットフォームをベースに設計された。日産側ではマーチをはじめとする各車種で使用されている同プラットフォームの採用は、ルノー側ではルーマニアの子会社、ダチアが開発したロガンに次いで2例目、ルノー開発車種では初であった。同プラットフォーム派生車のなかでも日産・ノートとは、部品の一部やコンセプトを共有する。モデュスは、コンパクトな外観とは対照的な高い空間設計で、MPV (Multi Purpose Vehicle) と街乗りコンパクト車の中間的に位置付けられているが、後に同様のコンセプトの車種が増加し、使い勝手のよさなど、デザイン以外の点でいかにライバルへの優位性をアピールできるかが販売上の課題となった。
アジア太平洋地域のいくつかの国での販売が予定されていたが日本では実現せず、3代目クリオ（日本名: ルーテシア）が全幅1,700mmを超え、3ナンバー登録となったため、5ナンバーサイズのモデュスの投入を希望する一部ディーラーもあったが導入は見送られた。

## 歴史

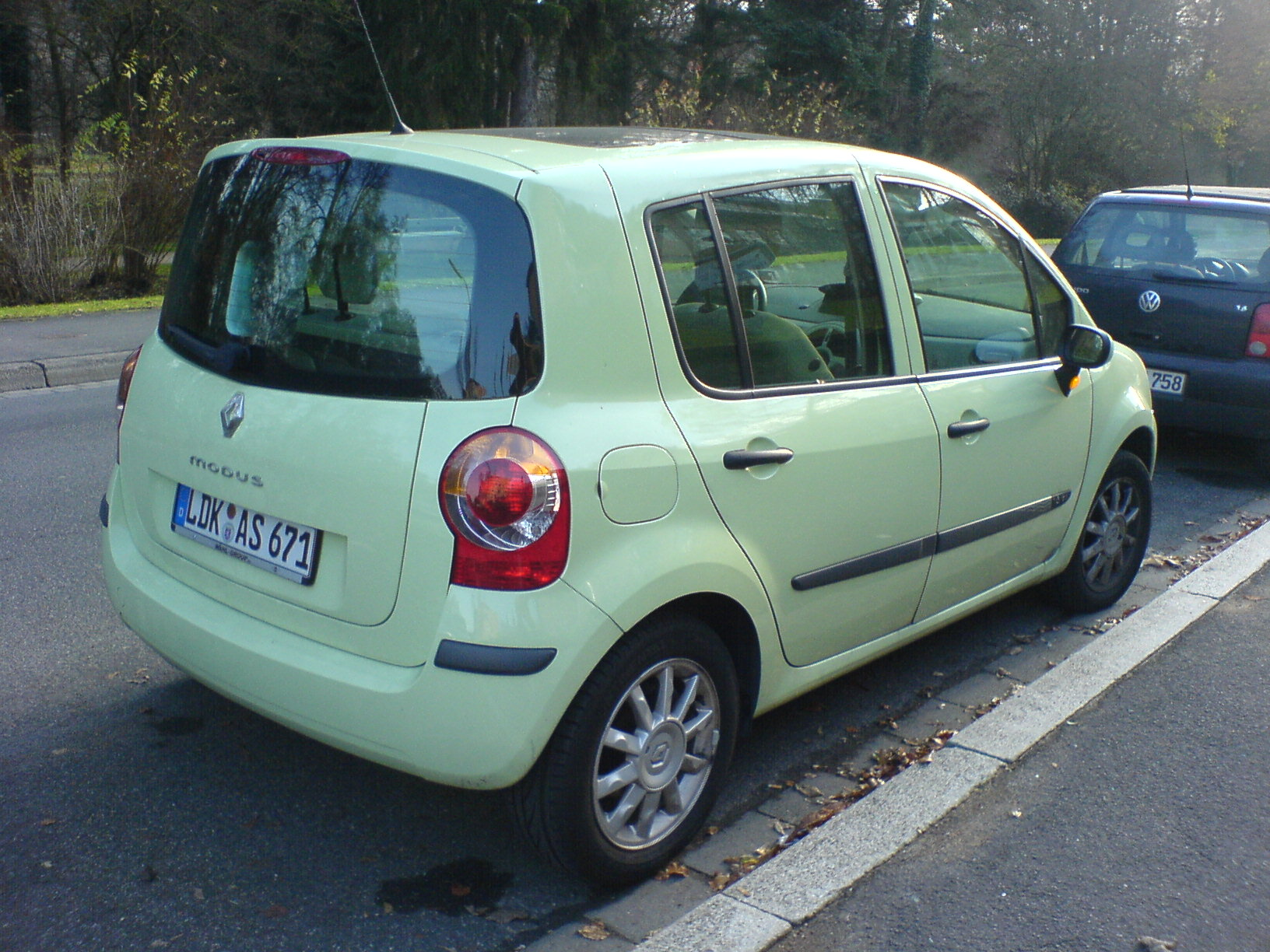
特徴的なバックドア

当初、クリオの上級モデルとして開発がスタート。2004年春のジュネーブ・モーターショーにコンセプトカーとして出展、開口部の大きなサンルーフを装備して話題を呼んだが、これは市販車には引き継がれていない。生産･販売は同年秋から開始した。
ハッチ式のバックドアの中に、リアウインドウ下から開く「もう一つの小さなドア」を持つことが特徴。荷物の量によってそれらを使い分けたり、小さいドアだけを使うことで、室内への寒風や騒音の侵入を防ぐこともできた。
2007年にカラードバンパーを全車で標準装備とするなど細部の仕様変更が実施されたのち、同年秋にはモデュスのマイナーチェンジ版とロングホイールベース版である新型MPVのグランドモデュスが発表され、翌2008年2月から販売が開始された。両車とも、ルノーと日産自動車が共同開発したBプラットフォームを採用する。
2011年12月にはコスト削減プランの一環として、ラグナ、エスパス、カングー、ウインドと共にイギリス市場での販売が打ち切られ、2013年夏にはスペイン・バリャドリッド工場のラインを小型クロスオーバーSUVのキャプチャーに明け渡す形で生産を終了した。その後ルノーから小型MPVのコンセプトを継承する新モデルは登場せず、キャプチャーが販売面でも事実上の後継車種となった。

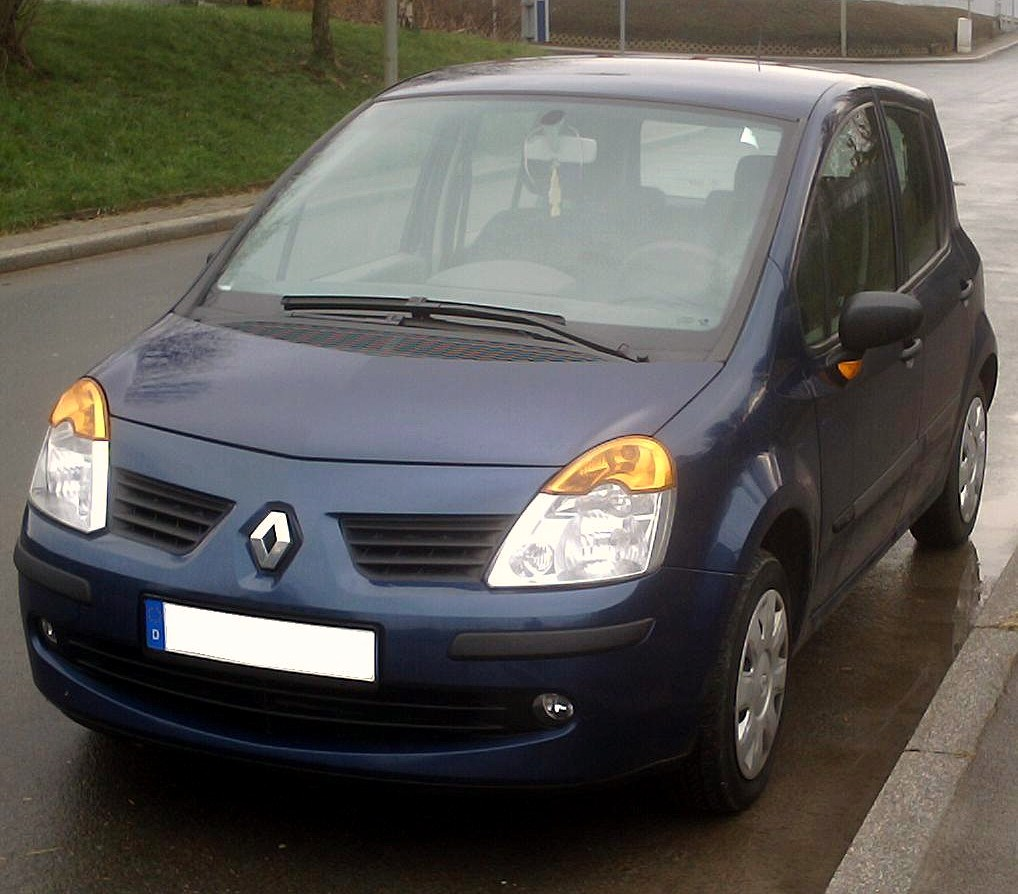
2004年販売型 フロント
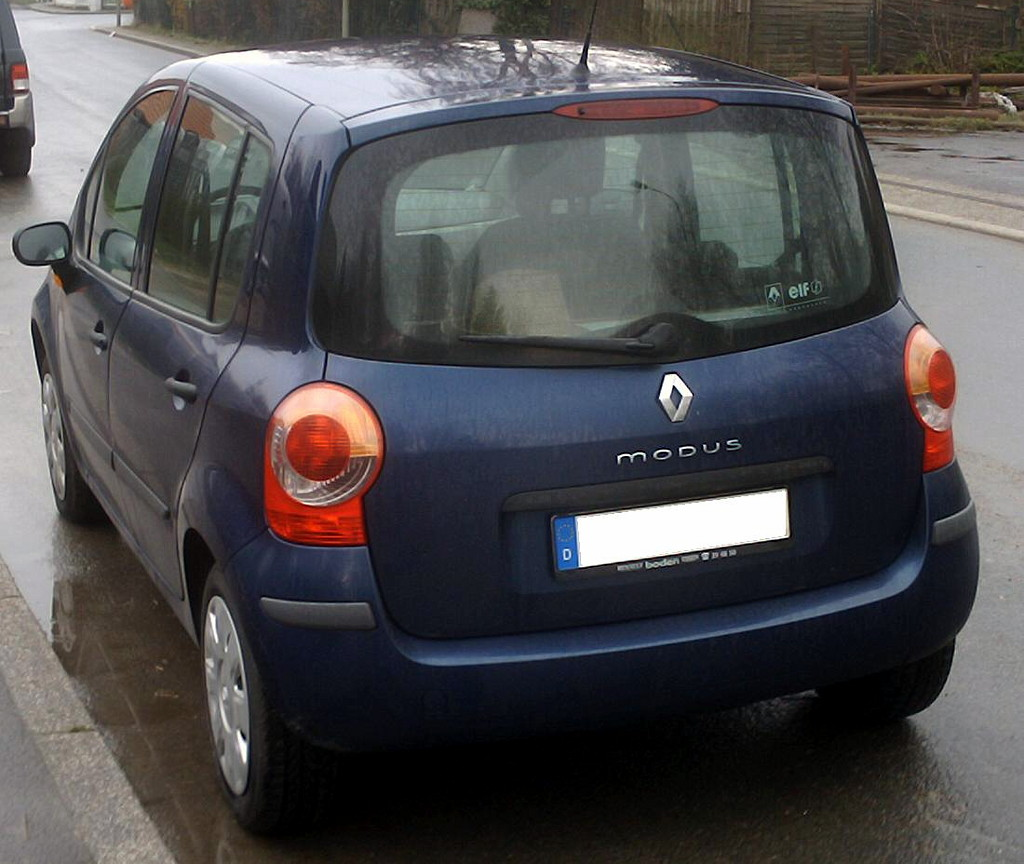
2004年販売型 リア
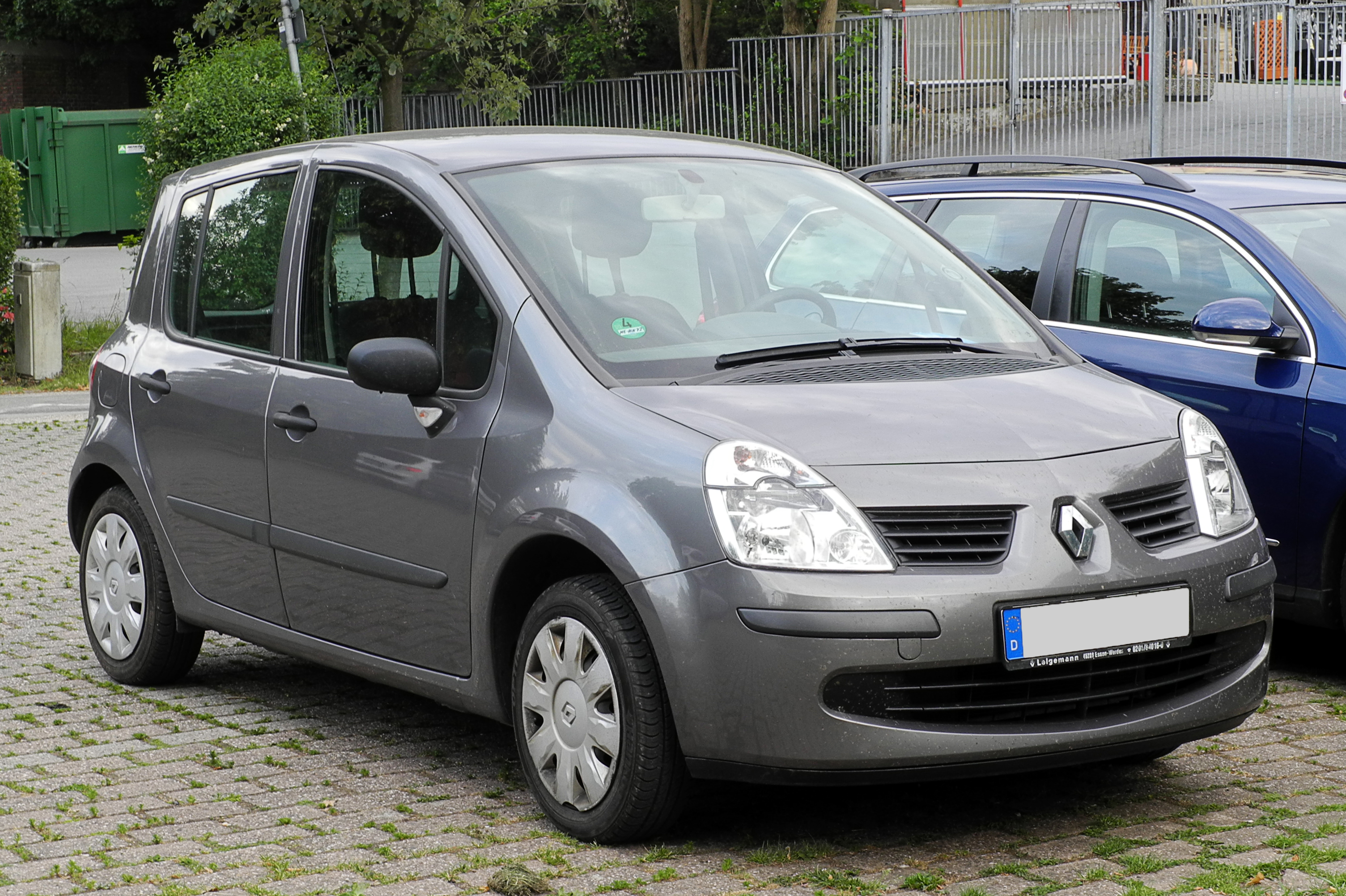
2007年改良型 フロント
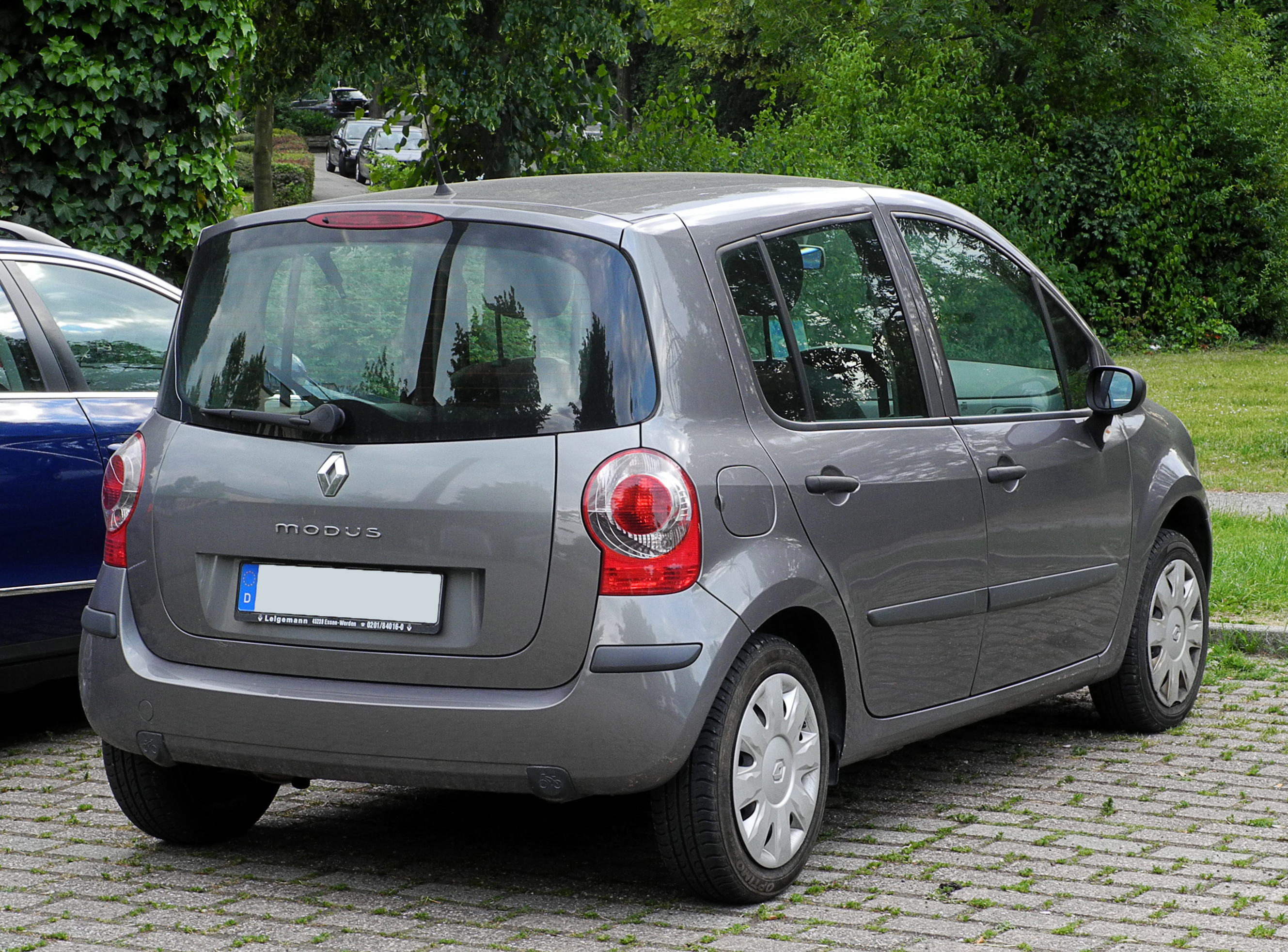
2007年改良型 リア
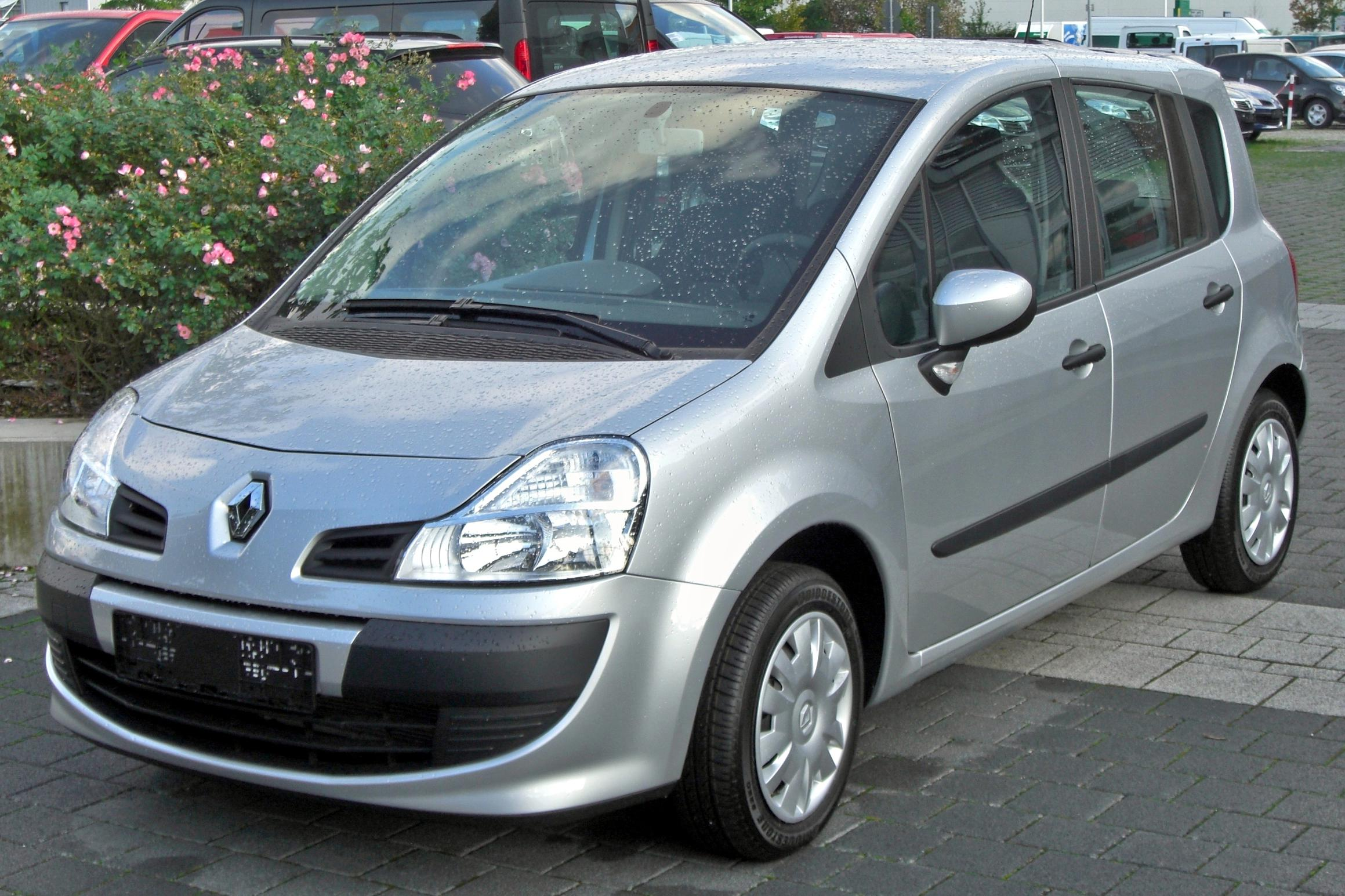
グランドモデュス フロント
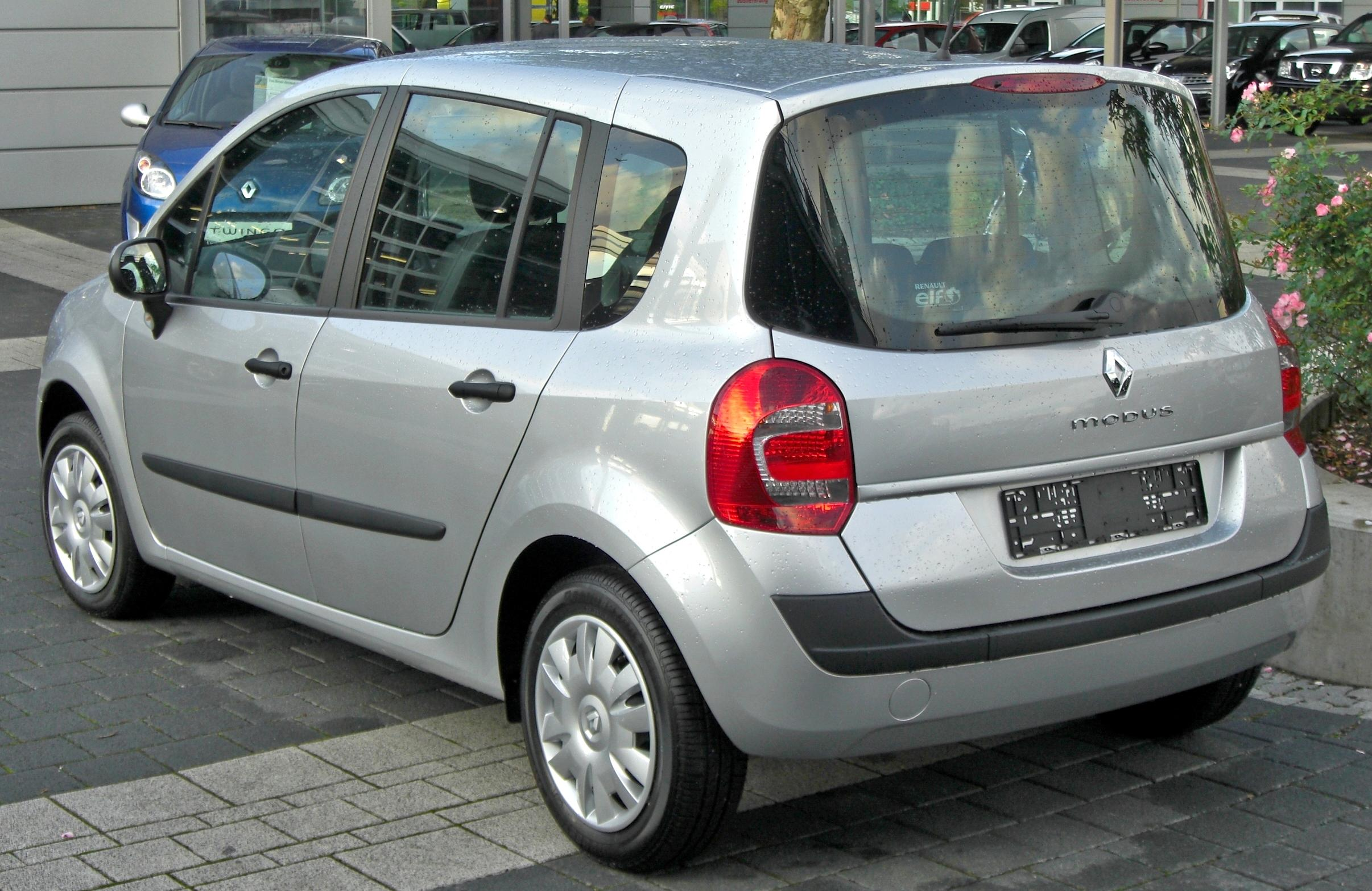
グランドモデュス リア

## 近縁モデルとライバル
Bプラットフォームは、1998年に締結されたルノー・日産アライアンス（提携）で発表、具体化されたプラットフォーム（車台）共通化案により共同開発されたプラットフォーム2種のうちの1つ（もう1つはCプラットフォーム）で、2001年に日産・マーチからの利用が始まった。当初は走りが酷評されたが、後発のモデルであるティーダ、ノートでは大幅に改善、モデュスも、ルノー・ブランドの名に恥じぬロードホールディングと高いハンドリング性能を誇っている。
ルノーはこのサイズのカテゴリ（Bセグメント）に、クリオ（日本名 ルーテシア）、カングーの2種を既に持っているが、クリオはよりコンパクトな従来型のハッチバックで、スポーティなグレード（ホットハッチ）も持つ、カングーはローコストなMPVとして共存する。いっぽうこのモデュスは、開発コンセプトに“小さなセニック”（ルノー・セニック）という言葉があるように、（高さ方向に）広い居室と荷室を生かし、幅広い用途に対応する。ちなみに、クリオは2006年秋に全面改良されたが、モデュスに続き、「アライアンス・Bプラットフォーム」をベースに開発されている。
欧州では強豪のひしめき合うこの市場だけに、ライバルも強者ぞろいだが、フォルクスワーゲン・ポロ、フォード・フィエスタ、プジョー・206などのオーソドックスな車種よりも、フィアット・イデア、プジョー・206SW、トヨタ・ヤリスヴァーソ（日本名ファンカーゴ）など、より積載性の高いモデルと競合するよう開発された。

## ラインナップ

### 2004年 - 2010年
| モデル       | エンジン              | 最高出力      | 最大トルク    |
| ガソリン     | ガソリン              | ガソリン      | ガソリン      |
| ------------ | --------------------- | ------------- | ------------- |
| 1.2 16v      | 直列4気筒 DOHC        | 75ps/5500rpm  | 104Nm/4250rpm |
| 1.4 16v      | 直列4気筒 DOHC        | 100ps/5700rpm | 127Nm/4250rpm |
| 1.6 16v      | 直列4気筒 DOHC        | 113ps/6000rpm | 151Nm/4250rpm |
| 1.6 16v Auto | 直列4気筒 DOHC        | 113ps/6000rpm | 151Nm/4250rpm |
| ディーゼル   |                       |               |               |
| 1.5 dCi      | 直列4気筒 SOHC ターボ | 68ps/4000rpm  | 160Nm/2000rpm |
| 1.5 dCi      | 直列4気筒 SOHC ターボ | 86ps/3750rpm  | 200Nm/1900rpm |
| 1.5 dCi      | 直列4気筒 SOHC ターボ | 106ps/4000rpm | 240Nm/2000rpm |

### 2010年 - 2013年
| モデル             | エンジン              | 最高出力      | 最大トルク    |
| ガソリン           | ガソリン              | ガソリン      | ガソリン      |
| ------------------ | --------------------- | ------------- | ------------- |
| 1.2 16v            | 直列4気筒 DOHC        | 75ps/5500rpm  | 104Nm/4250rpm |
| 1.2 16v Quickshift | 直列4気筒 DOHC        | 75ps/5500rpm  | 104Nm/4250rpm |
| 1.2 TCe            | 直列4気筒 DOHC ターボ | 100ps/5500rpm | 145Nm/3000rpm |
| 1.6 16v Auto       | 直列4気筒 DOHC        | 113ps/6000rpm | 151Nm/4250rpm |
| ディーゼル         |                       |               |               |
| 1.5 dCi            | 直列4気筒 SOHC ターボ | 88ps/4000rpm  | 200Nm/1750rpm |
| 1.5 dCi Quickshift | 直列4気筒 SOHC ターボ | 88ps/4000rpm  | 200Nm/1750rpm |

## 車名の由来
ラテン語で、様式、やり方を意味する"modus"から。様々な生活様式に対応し、トランク及びシートをアレンジできることから。

## CM
モデュスはまた、各国でユニークな広告戦略を展開しており、ドイツでルノー･日産 ドイツがハンブルクの広告代理店に製作させたテレビCMは、登場人物やストーリーは同じだが雰囲気やBGMが全く異なる2タイプを、それぞれ別の民放チャンネルで同時刻に放送するという斬新な手法をとりいれ、カンヌ国際広告祭のダイレクト部門グランプリに輝いている。これはもう片方が気になった視聴者などをウェブに誘導する参段ともなっている。